# Ardgour
Ardgour (Schots-Gaelisch: Ard Ghobhar) is een dorp op de westelijke oever van Loch Linnhe in de Schotse lieutenancy Inverness in het raadsgebied Highland.